# علماني (مصطلح كنسي)
علماني أو عامة الناس أو جمهور المؤمنين (بالإنجليزية: Laity)‏ في المؤسسات الدينية المسيحية هو مصطلح يشير لجميع الأعضاء من غير رجال الدين، بما في ذلك عادة أي أعضاء غير مرسومين، مثل الراهبة أو الأخ العلماني.
العامي (بالإنجليزية: layperson)‏ (أيضا رجل عامي (بالإنجليزية: layman)‏ أو امرأة عامية (بالإنجليزية: laywoman)‏) هو شخص غير مؤهل في مهنة معينة أو ليس لديه معرفة محددة في موضوع معين.

## أصل المصطلح الإنجليزي
كلمة Lay (جزء من كلمة layperson، إلخ) مشتقة من اللغة الأنجلو-فرنسية lai، من اللاتينية المتأخرة laicus، من اليونانية λαϊκός ،laikos، بمعنى من الناس، وهي بدورها مشتقة من كلمة λαός، لاوس، الناس بشكل عام.
كلمة علماني (بالإنجليزية: laity)‏ تعني «عامة الناس» مشقة من اليونانية λαϊκός (لايكوس)، وتعني «الشعب».

## للاستزادة

### اللاهوت الكاثوليكي الروماني للعلمانيين
- Burkhart, Ernst and López Díaz, Javier (2010, 2011, 2013), Vida cotidiana y santidad en la enseñanza de san Josemaría, 3 vols., Madrid: Rialp
- Congar، Yves Marie-Joseph (1957)، Lay people in the Church: a study for a theology of laity، Westminster: Christian Classics، ISBN:978-0870611148
- Daniélou, Jean Guenolé-Marie (1955), Sainteté et action temporelle (بالفرنسية), Paris-Tournai: Desclée
- Philips, G. (1954), Le rôle du laïcat dans l'Église (بالفرنسية), Paris-Tournai{{استشهاد}}:  صيانة الاستشهاد: مكان بدون ناشر (link)
- Spiazzi, Raimondo (1951), La Missione dei Laici (بالإيطالية), Rome{{استشهاد}}:  صيانة الاستشهاد: مكان بدون ناشر (link)
- Thils, G. (1946), Théologie des réalités terrestres, Paris.

## روابط خارجية
- مدونة القانون الكنسي (الكنيسة الكاثوليكية الرومانية)